# خوزه ویارئال (فوتبال)
خوزه ویارئال (اسپانیایی: Jose Villarreal‎؛ زادهٔ ۱۰ سپتامبر ۱۹۹۳) بازیکن فوتبال اهل ایالات متحده آمریکا است.